# La Grange Park (Illinois)
La Grange Park es una villa ubicada en el condado de Cook en el estado estadounidense de Illinois. En el Censo de 2010 tenía una población de 13579 habitantes y una densidad poblacional de 2.348,96 personas por km².

## Geografía
La Grange Park se encuentra ubicada en las coordenadas 41°49′51″N 87°52′20″O / 41.83083, -87.87222. Según la Oficina del Censo de los Estados Unidos, La Grange Park tiene una superficie total de 5.78 km², de la cual 5.78 km² corresponden a tierra firme y (0%) 0 km² es agua.

## Demografía
Según el censo de 2010, había 13579 personas residiendo en La Grange Park. La densidad de población era de 2.348,96 hab./km². De los 13579 habitantes, La Grange Park estaba compuesto por el 90.43% blancos, el 3.9% eran afroamericanos, el 0.14% eran amerindios, el 1.94% eran asiáticos, el 0.01% eran isleños del Pacífico, el 1.75% eran de otras razas y el 1.84% pertenecían a dos o más razas. Del total de la población el 6.84% eran hispanos o latinos de cualquier raza.